# Марьино (Херсонская область)
Марьино (укр. Мар'їне) — село в Высокопольской поселковой общине Бериславского района Херсонской области Украины.
Почтовый индекс — 74021. Телефонный код — 5535.

## Население
Население по переписи 2001 года составляло 130 человек.

### Языковой состав
Родной язык населения по данным переписи 2001 года:
| Язык       | Численность, чел. | Доля     |
| ---------- | ----------------- | -------- |
| Украинский | 120               | 92,31 %  |
| Русский    | 6                 | 4,61 %   |
| Молдавский | 4                 | 3,08 %   |
| Итого      | 130               | 100,00 % |